# (7889) 1994 LX
1994 أل أكس (ويعرف أيضًا باسم (7889) 1994 أل أكس وفق تسمية الكوكب الصغير) (بالإنجليزية: 1994 LX)‏ هو كويكب ضمن حزام الكويكبات؛ وترتيبه 7889 من حيث الاكتشاف.
اكتُشف هذا الجُرم الفلكي بواسطة سبيس واتش في 15 يونيو 1994.

## وصلات خارجية
- (7889) 1994 LX في قاعدة بيانات مختبر الدفع النفاث لأجرام النظام الشمسي الصغيرة

- الاكتشاف · مخطط المدار ·  العناصر المدارية · المعلمات المادية

- (7889) 1994 LX على موقع ويكي سكاي: DSS2, SDSS, GALEX, IRAS, Hydrogen α, X-Ray, Astrophoto, Sky Map, Articles and images